# Iekaterina Bakhmeteva
Iekaterina Petrovna Bakhmeteva, née Svinina, en 1778 ou 1779 et morte le 31 mars 1841 à Moscou est une poétesse, prosatrice et traductrice russe.

## Biographie et œuvre
Elle est la fille du major-général et sénateur Piotr Svinine (ru) (1734-1813).
Avec sa sœur Anastassia (ru) (1770 — 1852), elle est l'élève de Vassili Podchivalov, qui les encourage à développer une activité littéraire.
Elle est connue pour ses traductions et des œuvres originales en prose et en vers. Sa première traduction du  français, La Chaumière indienne, de Jacques-Henri Bernadin de Saint-Pierre (1790) est imprimée en 1794, à Moscou. Elle traduit ensuite du français et de l'allemand.
Ses œuvres ont été pour la plupart été publiés dans le journal de Vassili Podchivalov Envoi agréable et utile de l'époque (ru) (1794-1797) et dans l'almanach Aonides (ru), publié par Nikolaï Karamzine (1796-1799). Ses poésies se distinguaient par la finesse, la justesse de style et peuvent généralement être considérées élégantes, comme L'Amour et l'Amitié (Aonides, livre I, 1798, p. 258) ou la fable de L'Abeille (ibid p. 217) et d'autres.
Elle est enterrée au Monastère Simonov.